# Percival Lowell
Percival Lowell (Boston, 13 marzo 1855 – Flagstaff, 12 novembre 1916) è stato un astronomo statunitense, fondatore (1894) e direttore dell'osservatorio di Flagstaff, in Arizona, per lo studio dei pianeti ed in particolare di Marte.

## Biografia
Percival Lowell, discendente della ricca famiglia Lowell di Boston, nel Massachusetts, era il fratello di Abbott Lawrence Lowell, presidente della Harvard University, e di Amy Lowell, poetessa, critica ed editrice statunitense. I suoi genitori furono Augustus Lowell e Katherine Bigelow Lowell.
Percival si laureò presso la Noble and Greenough School nel 1872 e alla Harward University nel 1876.
Negli anni ottanta dell'Ottocento Lowell viaggiò molto in Estremo oriente.
Nell'agosto del 1883 egli prestò servizio nel contesto di una missione diplomatica coreana negli Stati Uniti. Passò anche periodi significativi di tempo in Giappone, scrivendo libri inerenti alla religione, la psicologia e il comportamento dei giapponesi. I suoi testi sono pieni di osservazioni e discussioni accademiche su molteplici aspetti della vita giapponese, fra cui il linguaggio, le pratiche religiose, l'economia, i viaggi e lo sviluppo della personalità. I libri di Percival Lowell su questi temi includono Noto (1891) e Occult Japan (1894). Ma il più popolare dei libri di Lowell sull'Oriente, The Soul of the Far East (1888), contiene una prima sintesi di alcune delle sue idee che, in sostanza, interpretano il progresso umano come una funzione delle qualità, delle individualità e dell'immaginazione dei singoli.
A partire dall'inverno del 1893-94, dopo aver letto il libro di Camille Flammarion La planète Mars., giovandosi dei suoi mezzi finanziari e della sua influenza, Lowell prese la decisione di studiare il pianeta Marte e interessarsi all'astronomia a tempo pieno. Era particolarmente attratto dai cosiddetti "canali di Marte", che erano stati osservati nel 1877.
Per almeno 23 anni l'astronomia, il Lowell Observatory di Flagstaff e l'attività astronomica svolta presso quest'ultimo, divennero il punto focale della sua vita.
Percival Lowell morì il 12 novembre 1916; fu sepolto sulla Mars Hill, nei pressi dell'Osservatorio a lui intitolato.

## Contributi in campo astronomico
Nel 1894 Percival Lowell si trasferì a Flagstaff, in Arizona. Questo luogo, ad un'altitudine di oltre 2000 metri, con poche nubi notturne, era un eccellente sito per le osservazioni astronomiche. Per i successivi quindici anni Lowell studiò accuratamente il pianeta Marte, tracciando complessi disegni delle strutture della superficie, raffigurate come il suo occhio le percepiva.

### Icanali di Marte
Nel 1877 l'astronomo italiano Giovanni Virginio Schiaparelli, dell'osservatorio di Brera (Milano), studiando Marte con un modesto telescopio aveva creduto di scorgere sulla superficie di quel pianeta una fitta rete di canali.
La scoperta destò enorme sensazione fra il pubblico e polemiche fra gli astronomi.
Lowell volle contribuire a svelare l'affascinante mistero con il suo osservatorio privato di Flagstaff, munito dapprima di un telescopio da 45 cm, poi da 60 cm, di diametro.
Pubblicò le sue osservazioni in tre libri: Mars (1895), Mars and Its Canals (1906), e Mars As the Abode of Life (1908). In questo modo egli dette origine alla credenza, perdurata poi a lungo, che il pianeta Marte avesse, un tempo, ospitato forme di vita intelligente.
Il suo lavoro include una dettagliata descrizione di ciò che egli definì le "configurazioni non naturali" della superficie del pianeta, includendo in particolare un completo resoconto dei "canali", singoli e doppi, delle "oasi" - come egli definì le zone scure alla loro intersezione - e delle variazioni di visibilità di entrambi, parzialmente dipendenti dalle stagioni marziane. Egli sostenne la tesi che i canali fossero stati costruiti da esseri intelligenti col proposito di gestire al meglio le insufficienti risorse idriche del pianeta.

### IlPianeta X
Il maggior contributo di Lowell allo studio dei pianeti arrivò durante gli ultimi otto anni della sua vita, che egli dedicò alla ricerca del Pianeta X - l'espressione utilizzata per designare un pianeta al di là di Nettuno - del quale indicò,  nel 1915, l'orbita probabile e le caratteristiche principali. Dopo la sua morte, avvenuta a Flagstaff nel 1916, la ricerca continuò; il Pianeta X, Plutone, venne osservato da Clyde William Tombaugh nel 1930, non lontano dalla posizione prevista da Lowell 15 anni prima. Il simbolo astronomico di Plutone è un monogramma stilizzato formato dalle prime due lettere del nome, P ed L, che sono anche le iniziali di Percival Lowell; il nome di Plutone fu scelto anche per onorare lo studioso che ne preconizzò l'esistenza.
Tuttavia, la scoperta di Plutone fu soltanto un caso: la previsione dell'esistenza di un pianeta transnettuniano era basata sulla discrepanza fra le posizioni predette e quelle osservate di Urano e Nettuno e sull'assunzione che tali discrepanze fossero dovute all'influenza gravitazionale di un pianeta sconosciuto: il Pianeta X. Ma, in realtà, la massa di Plutone è troppo piccola per perturbare sensibilmente l'orbita di un gigante gassoso. Le discrepanze erano dovute a valutazioni erronee delle masse di Urano e Nettuno; utilizzando valori di massa precisi, forniti dalle moderne osservazioni, le discrepanze, semplicemente, scompaiono.

## Rilevanza dei contributi nell'astronomia

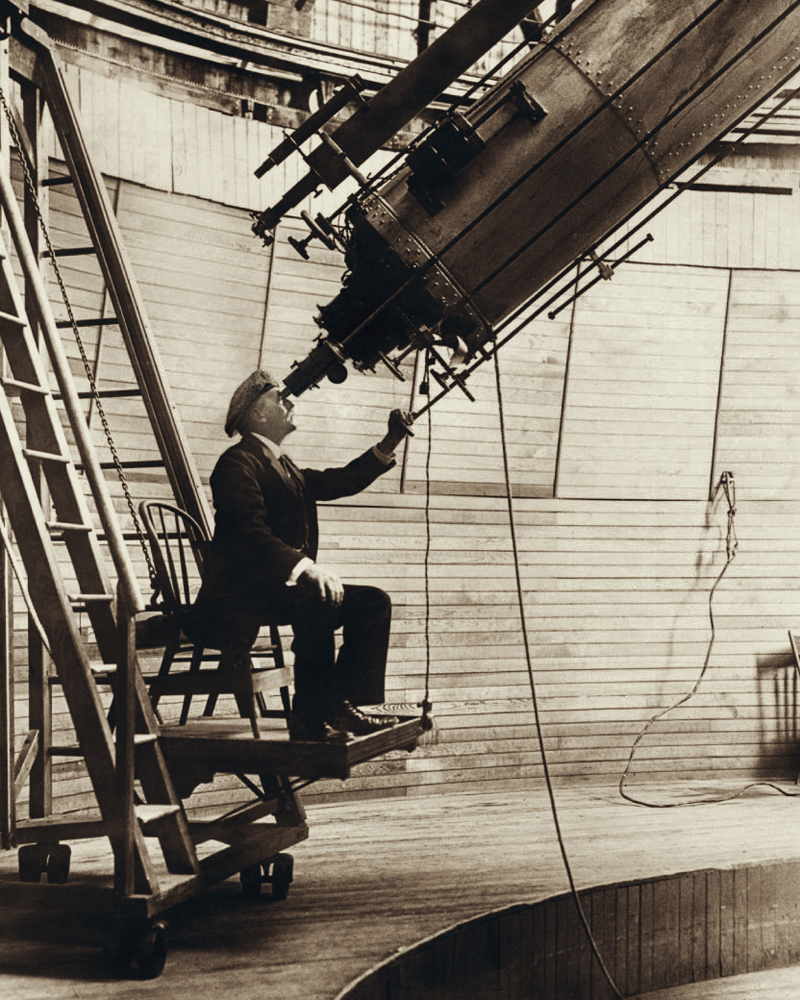
Lowell osserva Venere al Lowell Observatory, 1914

La reputazione di Lowell (e del suo osservatorio) è rimasta a lungo offuscata a causa di una serie di osservazioni sbagliate in cui questo ricco uomo di Boston, convertito all'astronomia, incappò più volte. Annunciò comete che non furono mai avvistate e sviluppò una lunga speculazione sui cosiddetti "canali di Marte" che, con le prime foto della superficie del pianeta scattate dalla sonda spaziale Mariner 4 nel 1965 e la prima mappatura realizzata da Mariner 9 nel 1971, si rivelarono essere semplicemente strutture di origine naturale. La stessa previsione dell'esistenza di un nono pianeta, responsabile della perturbazione dell'orbita di Urano e di Nettuno, si rivelò esatta solo per una fatalità: un nono pianeta esisteva, ma non era responsabile di alcuna perturbazione rilevabile.
Tuttavia è indiscutibile che Lowell dette anche un contributo di rilievo all'astronomia del suo tempo; Plutone fu cercato, e trovato, proprio in virtù delle sue indicazioni (per quanto queste fossero basate su un assunto sbagliato); costruì un osservatorio ormai storico, dotato di un telescopio straordinario per l'epoca; inoltre le mappe di Marte da lui disegnate rimasero le più accurate per più di trent'anni.
Percival Lowell, come ha suggerito Gerald A. Soffen, scienziato del progetto Viking per la ricerca di forme di vita su Marte
In quest'ottica, uno dei suoi più significativi contributi è certamente stata l'intuizione dell'importanza dell'acqua per gli esseri viventi.
| Designazione | Scoperta      |
| ------------ | ------------- |
| 793 Arizona  | 9 aprile 1907 |